# Макрофілія

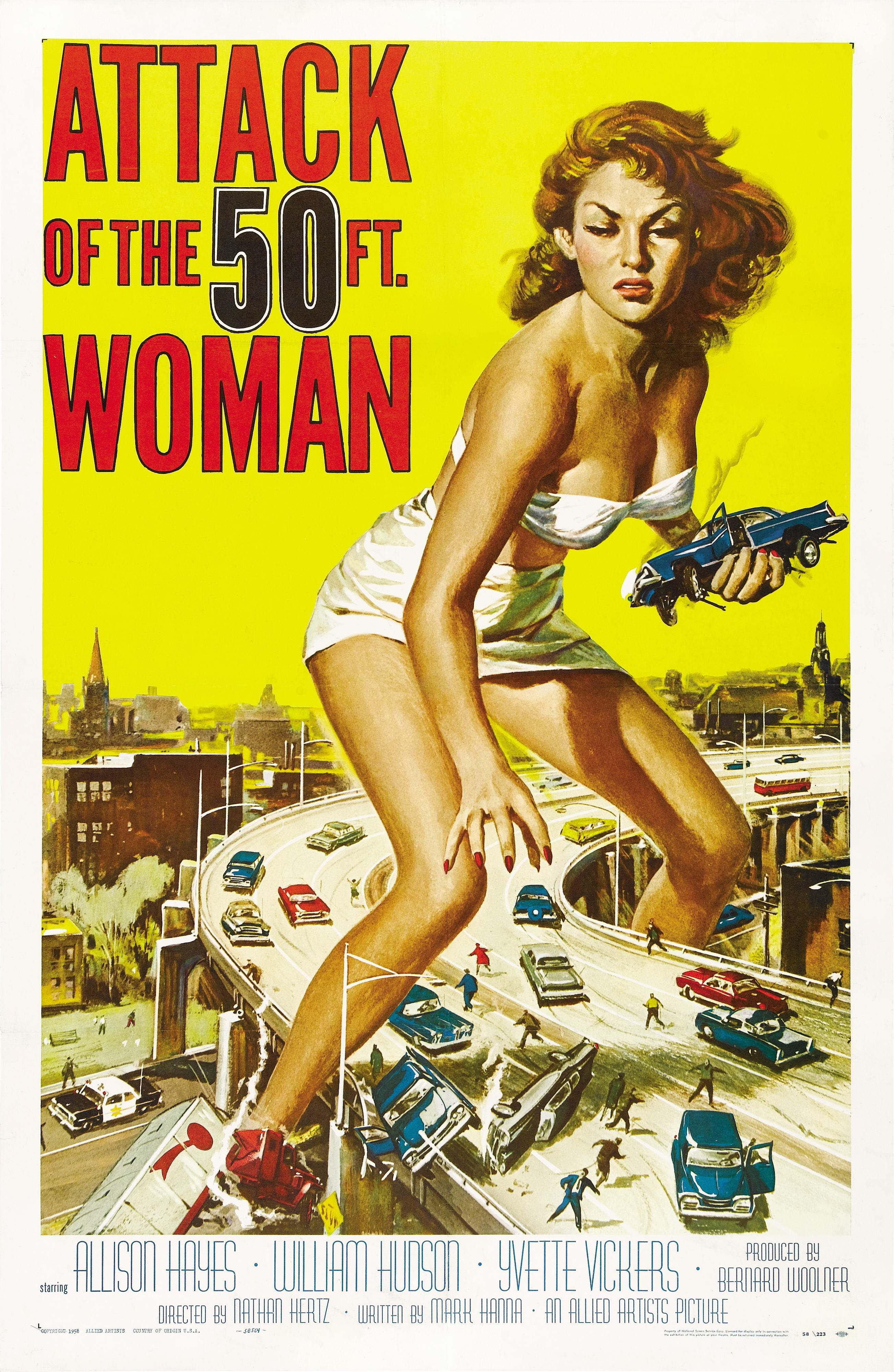
Постер до фільму Напад гігантської жінки

Макрофілія (від дав.-гр. μαρρός —  великий і φιλία — любов) — сексуальний потяг до великих людей і великих предметів. Зазвичай це чоловічі сексуальні фантазії, де вони відіграють «меншу»  роль. У своїх фантазіях чоловік може бути принижений, з'їдений або розчавлений більшою жінкою. 
Інтернет-спільноти називають цю субкультуру макро-фетишем або gts-фетишем, скорочено від англійського слова «giantess» (велетня)

## Опис
у сексуальному плані він використовується для позначення потягу до істот, що перевершують їх самих. Зазвичай інтерес макрофілів різниться і залежить від статі та сексуальної орієнтації. Макрофіли часто люблять відчувати себе маленькими, зловживати, зневажати, розчавлювати або їсти.
Психолог Марк Гріффітс припускає, що коріння макрофілії можуть лежати в сексуальному збудженні в дитячому і ранньому підлітковому віці, яке випадково асоціюється з гігантами.
Розмірковуючи про те, чому жінок-макрофілів не так багато, психолог Хелен Фрідман припустила, що жінкам, які вже вважають чоловіків домінуючими і сильною статтю, не потрібно додатково фантазувати на тему макрофілії. Однак є жінки, які можуть насолоджуватися аспектами макрофілії, де вони зазвичай беруть на себе роль велетня.